# Charles Ier Frédéric de Montmorency-Luxembourg
 (avril 2022).
Pour les articles homonymes, voir Charles de Montmorency.
Pour les autres membres de la famille, voir famille Montmorency.
Charles Ier François Frédéric de Montmorency (né en 1662, mort en 1726), sixième duc de Piney-Luxembourg, prince d'Aigremont et de Tingry, marquis de Bellenave par son deuxième mariage, baron de Mello, comte de Bouteville, de Dangu, de Luxe, etc., général français de l'Ancien régime et gouverneur de Normandie.
Fils aîné du premier maréchal de Luxembourg, il est créé en 1688 duc de Beaufort, titre changé en duc de Montmorency en 1689. Il atteint le grade de lieutenant général des armées, mais pas le bâton de maréchal.
Son fils Charles Frédéric lui succède dans ses titres.

## Famille

### Mariages et descendance
Le 28 août 1686, Charles Frédéric épouse Marie-Anne d'Albert de Luynes (1671-1694), fille de Charles Honoré d'Albert, duc de Chevreuse et de Luynes, pair de France, chevalier des Ordres du Roi, et de Jeanne Marie Colbert. Elle est la petite fille de Jean-Baptiste Colbert, le ministre de Louis XIV. De ce mariage sont nés :
- Marie-Henriette de Montmorency-Luxembourg (1692-1696) ;
- François de Montmorency-Luxembourg (mort en bas âge).

Le 14 février 1696, il épouse en secondes noces, Marie-Gilonne Gillier de Clérembault (1677 - 1709), fille de René Gillier de Clérembault, marquis de Clérembault et de Marmande (1614-1713) et de Marie-Louise Le Loup de Bellenave, fille de Claude Le Loup et de Marie de Guénégaud. De ce mariage sont nés :
- Marie-Renée de Montmorency Luxembourg (1697-1759), duchesse de Retz et de Villeroy par son mariage le 15 avril 1716 avec Louis François Anne de Neufville de Villeroy, duc de Retz et de Villeroy, pair de France ; célèbre pour sa nymphomanie et ses frasques versaillaises sous la Régence, elle fut surnommée "Madame Fiche-le-moi"[1] ;
- Charles II François Frédéric de Montmorency-Luxembourg (1702-1764), duc de Montmorency et duc de Piney-Luxembourg, prince de Tingry ;
- Françoise-Gillonne de Montmorency Luxembourg (1704 - 20 mars 1768), duchesse d'Antin et d'Epernon par son mariage le 29 octobre 1722 avec Louis de Pardaillan de Gondrin, duc d'Antin et d'Épernon, pair de France, gouverneur de l'Orléanais ;
- Anne de Montmorency-Luxembourg (1707-1740), comte de Ligny et comte de Montmorency.

## Sources
- Généalogie complète de la famille des Montmorency-Luxembourg (1661-1878), Fonds Montmorency-Luxembourg (1497-1904), Archives du Château de Chantilly.